# Ван дер Стрёйк, Франк
Франк ван дер Стрёйк (нидерл. Frank van der Struijk; 28 марта 1985, Бокстел, Нидерланды) — нидерландский футболист, защитник.

## Клубная карьера
Ван дер Стрёйк — воспитанник клуба «Виллем II». В 2003 году в матче против «Волендама» он дебютировал за команду. 7 ноября 2006 года в поединке Кубка Нидерландов против «Би Куик 28» Франк забил свой первый гол за «Виллем II». 25 ноября в матче против «Валвейка» он забил свой первый гол в Эредивизи.
Летом 2008 года ван дер Стрёйк перешёл в «Витесс». 29 августа в поединке против «Гронингена» он дебютировал за новую команду. 26 апреля 2009 года в матче против «Утрехта» Франк забил свой первый гол за «Витесс». В 2010 году он вернулся в «Виллем II» на правах аренды. В 2012 году ван дер Стрёйк продлил контракт с «Витессом». В августе того же года он получил перелом плюсневой кости и остался вне игры на несколько месяцев. По истечении срока соглашение клуб не стал его продлевать и Франк вернулся в «Виллем II», как свободный агент.
7 августа 2015 года ван дер Стрёйк подписал новый контракт с «Виллем II» на один сезон.
Летом 2016 года Франк перешёл в шотландский «Данди Юнайтед». 10 сентября в матче против «Данфермлин Атлетик» он дебютировал в шотландской Премьер-лиге.

## Международная карьера
В 2007 году ван дер Стрёйк в составе молодёжной национальной команды выиграл домашний молодёжный чемпионат Европы.

## Достижения
Международная
 Нидерланды (до 23)
- Чемпионат Европы по футболу среди молодёжных команд — 2007